# Tongue (Scozia)
Tongue è un villaggio costiero nel nord ovest delle Highlands, in Scozia, nella parte occidentale della contea di Sutherland. Il territorio si adagia tra la base del Kyle of Tongue ed a nord invece è bloccato dalle montagne Ben Hope e Ben Loyal.
Tongue è il principale tra i villaggi di una serie di insediamenti dell'area che scorrono tra Coldbackie, Dalharn, Blandy, ed il porto di Scullomie sino al villaggio disabitato di Slettel. Il villaggio include anche un ostello per giovani, un negozio di generi alimentari, un garage, una banca, un ufficio postale e due hotels, il Tongue Hotel ed il The Ben Loyal Hotel. È connesso alla riva ovest del Kyle con una strada statale costruita nel 1971.

## Toponimo

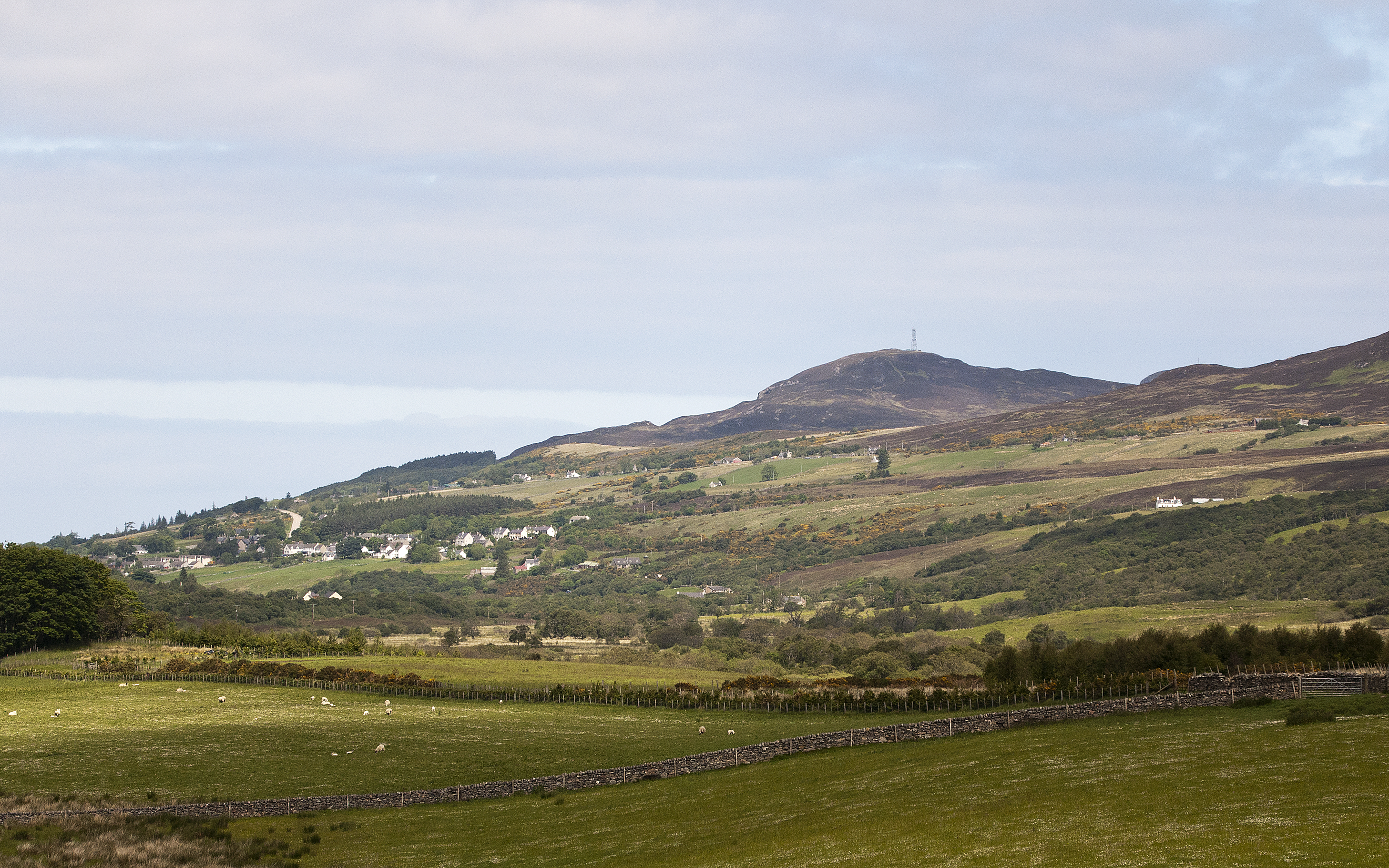
Vista delle colline attorno a Tongue

Contrariamente alla credenza popolare, il nome Tongue non si riferisce alla forma del Kyle of Tongue (anche se esso può essere descritto come "a forma di lingua", tongue appunto). Il nome è piuttosto un termine geografico che nella lingua norrena che si riferisce più propriamente ad una morena derivata dal ghiacciaio del Kyle of Tongue. Il villaggio è conosciuto anche coi nomi antichi di Ceann Tàile e Circeabol.

## Storia
L'area del villaggio era un famoso punto di passaggio per gaelici, pitti e vichinghi.
Tongue House è la sede storica del Clan Mackay, dopo che esso abbandonò il Castello di Varrich (Caisteal Bharraich). Le rovine del castello, costruite a Tongue nell'XI secolo dopo che il clan venne espulso dalla sua originaria provincia di Moray nella contea di Sutherland, sono una popolare attrazione turistica dell'area. Una battaglia di successione si aprì all'interno del clan nel 1427 e trovò sfogo nel 1433 con la Battaglia di Drumnacoub, nella quale le due fazioni del clan combatterono a Carn Fada, tra il Kyle ed il Ben Loyal.
Il villaggio fu teatro anche di una battaglia chiave tra la nave tesoriera dei giacobiti e due navi della Royal Navy nel 1746, nella quale i giacobiti tentavano di fuggire con l'oro accumulato. La marina inglese, supportata dalla popolazione locale fedele al futuro Giorgio II di Gran Bretagna, catturarono la nave che non poté dunque fornire lo sperato supporto finanziario al principe Carlo Edoardo Stuart durante la Battaglia di Culloden.